# Matka Boska z Dzieciątkiem (obraz Lucasa Cranacha starszego)
Matka Boska z Dzieciątkiem – obraz ukazujący Marię z małym Jezusem, namalowany około 1520–1525 roku przez Lucasa Cranacha starszego. Obraz o wymiarach 58 × 46 cm został namalowany farbą olejną na desce; obecnie przechowywany jest w Muzeum Sztuk Pięknych im. Puszkina w Moskwie.

## Opis obrazu
Artysta przedstawił Maryję z Dzieciątkiem na tle krajobrazu. Prawą ręką Maryja podtrzymuje małego Jezusa, lewą natomiast kiść winogron, do których Dzieciątko sięga swoją prawą rączką. Za postaciami malarz umieścił pergolę obrośniętą winoroślą. Postacie nie znajdują się centralnie, lecz są przesunięte w prawo – nasuwa to podejrzenie, że obraz kiedyś był większy i został przycięty z prawej strony i od dołu. Nie wiadomo jednak, kiedy i z jakiego powodu do tego mogło dojść. Po lewej stronie widoczny jest krajobraz z górą i wodą. Na pierwszym planie po lewej znajduje się niewielki potok.
Od 1825 roku obraz znajdował się w Ermitażu, od 1930 roku znajduje się w Muzeum Sztuk Pięknych im. Puszkina w Moskwie.